# Lista de deputados estaduais de Rondônia da 3.ª legislatura
Esta é a lista de deputados estaduais de Rondônia eleitos para a legislatura 1991–1995. Nas eleições estaduais, foram eleitos 24 deputados estaduais.

## Composição das bancadas
| Partido | Líder                             | Bancada | Posição      |
| ------- | --------------------------------- | ------- | ------------ |
| PMN     | Eurípedes Miranda                 | 7 / 24  | Independente |
| PTB     | Marlene Gorayeb                   | 5 / 24  | Governo      |
| PRN     | Newton Schramm                    | 3 / 24  | Oposição     |
| PSC     | Aurindo Vieira Coelho             | 2 / 24  | Governo      |
| PFL     | Janatan Ribeiro da Igreja         | 2 / 24  | Governo      |
| PT      | Nério Bianchini                   | 2 / 24  | Oposição     |
| PDS     | José Mário de Melo (Dedê de Melo) | 2 / 24  | Governo      |
| PSDB    | Odaísa Fernandes                  | 1 / 24  | Independente |

## Deputados Estaduais
Foram eleitos 24 deputados estaduais para a Assembleia Legislativa de Rondônia. Ressalte-se que os votos em branco eram inclusos no cálculo do quociente eleitoral nas disputas proporcionais até 1997, quando tal anomalia foi banida de nossa legislação. Foram apurados 271.821 votos nominais e de legenda (63,23%), 111.009 votos em branco (25,83%) e 47.042 votos nulos (10,94%) resultando no comparecimento de 429.872 eleitores.
| Número | Deputados estaduais eleitos | Partido | Votação | Percentual | Cidade onde nasceu   | Unidade federativa |
| 33250  | Sandi Calistro de Sousa     | PMN     | 5.608   | 1,46%      | Catolé do Rocha      | Paraíba            |
| 33910  | Eurípedes Miranda           | PMN     | 4.385   | 1,15%      | Cardoso              | São Paulo          |
| 33333  | Willian José Curi           | PMN     | 4.250   | 1,11%      | Batatais             | São Paulo          |
| 14051  | Ini Santa Fidélis de Sousa  | PTB     | 3.819   | 0,99%      | Curvelo              | Minas Gerais       |
| 33334  | Isaac Bennesby              | PMN     | 3.753   | 0,98%      | Juazeiro             | Bahia              |
| 14115  | Enéas Rômulo de Araújo      | PTB     | 3.421   | 0,89%      | Ariquemes            | Rondônia           |
| 33014  | João Batista de Lima        | PMN     | 3.420   | 0,89%      | Itapemirim           | Espírito Santo     |
| 33222  | Ernando Corrêa Coutinho     | PMN     | 3.270   | 0,85%      | Rio Verde            | Goiás              |
| 20222  | Aurindo Vieira Coelho       | PSC     | 3.198   | 0,84%      | Quixeramobim         | Ceará              |
| 25000  | Janatan Ribeiro da Igreja   | PFL     | 3.056   | 0,80%      | Amaraji              | Pernambuco         |
| 13334  | Agmar de Souza Gomes        | PT      | 2.878   | 0,75%      | Feira de Santana     | Bahia              |
| 33987  | Elisabeth Badocha           | PMN     | 2.819   | 0,74%      | Catanduva            | São Paulo          |
| 11222  | José Mário de Melo          | PDS     | 2.812   | 0,73%      | Camocim de São Félix | Pernambuco         |
| 14211  | Marlene Gorayeb             | PTB     | 2.806   | 0,73%      | Floriano             | Piauí              |
| 45123  | Odaísa Fernandes            | PSDB    | 2.732   | 0,71%      | Porto Acre           | Acre               |
| 25117  | Renato Veloso               | PFL     | 2.685   | 0,70%      | Uberlândia           | Minas Gerais       |
| 20000  | Lúcia Tereza                | PSC     | 2.560   | 0,67%      | Presidente Prudente  | São Paulo          |
| 14700  | Pedro Lima Paz              | PTB     | 2.461   | 0,64%      | Patos de Minas       | Minas Gerais       |
| 11432  | Reginaldo Monteiro          | PDS     | 2.428   | 0,63%      | Itapetinga           | Bahia              |
| 14222  | Silvernani Santos           | PTB     | 2.389   | 0,62%      | Trairi               | Ceará              |
| 36892  | Vicente Homem Sobrinho      | PRN     | 1.945   | 0,51%      | Gaurama              | Rio Grande do Sul  |
| 13412  | Nério Bianchini             | PT      | 1.928   | 0,50%      | Urussanga            | Santa Catarina     |
| 36261  | Newton Schramm              | PRN     | 1.945   | 0,51%      | Umuarama             | Paraná             |
| 36580  | Darci Kischener             | PRN     | 1.663   | 0,43%      | Bela Vista de Goiás  | Goiás              |